# فرودگاه دوگوندووتچی
فرودگاه دوگوندووتچی (به انگلیسی: Dogondoutchi Airport) یک فرودگاه همگانی است . این فرودگاه در کشور نیجر قرار دارد .